# Asiophantes
Asiophantes is een geslacht van spinnen uit de familie hangmatspinnen (Linyphiidae).

## Soorten
De volgende soorten zijn bij het geslacht ingedeeld:
- Asiophantes pacificus Eskov, 1993
- Asiophantes sibiricus Eskov, 1993